# Beziehungskosmos
Beziehungskosmos ist ein Schweizer Podcast von Psycho- und Paartherapeutin Felizitas Ambauen und Journalistin Sabine Meyer. Er erscheint seit dem 5. März 2020 zweiwöchentlich auf diversen Streamingplattformen wie Spotify oder Spreaker und setzt sich mit psychologischen Fragen auseinander. 2022 und 2023 war er der in der Schweiz meistgehörte Podcast auf Spotify. 2023 gewann er den erstmals verliehenen Preis Suisse Podcast of the Year.

## Geschichte
Felizitas Ambauen ist Psycho- und Paartherapeutin mit eigener Praxis. Sabine Meyer ist freischaffende Journalistin und arbeitete bis 2022 während 16 Jahren als Moderatorin, Produzentin und Podcasterin für das Schweizer Radio und Fernsehen (SRF).
2019 interviewte Meyer Ambauen für die SRF-Sendung Input zum Thema Mental Load. Anschliessend entwickelte sich die Idee, aus solchen Gesprächen einen Podcast zu machen. Zwei Treffen später erfolgte die erste Aufzeichnung des Beziehungskosmos. Am 5. März 2020 wurde die erste Folge ausgestrahlt.
2023 erschien das von den beiden verfasste Buch Beziehungskosmos: Eine Anleitung zur Selbsterkenntnis im Arisverlag. Es war in diesem Jahr in der Schweiz das zweitmeistverkaufte Buch der Kategorie Hardcover Sachbuch und belegte im Jahr 2024 in derselben Kategorie Platz 12.
2022 standen sie zum ersten Mal mit ihrem Podcast-Format auf einer grossen Schweizer Bühne. Seit Sommer 2023 sind sie regelmässig mit ihrer Live-Show in der Schweiz unterwegs, 2023 mit rund 6000 Zuschauenden.

## Der Podcast
Der Podcast behandelt psychologische Kernfragen, zum Beispiel Bindungsmuster oder Prägungen aus der Kindheit. Die Hosts wollen so die Selbstreflexion der Menschen anregen und zielen darauf ab, dass sie sich mit psychologischen Fragen auseinandersetzen, bevor Probleme auftreten.
Jede Episode dreht sich um ein einzelnes Thema, etwa Mental Load (Folge 1), Nein sagen (Folge 23) oder Wut (Folge 79). Auf dem Cover jeder Folge sind Playmobil-Figuren zu sehen, die zum Episodenstart Namen erhalten und für fiktive Beispiele verwendet werden. Anschliessend stellt Meyer Ambauen Fragen und leitet das Gespräch. Im Fokus stehen Beziehungen aller Art. Die Ausführungen von Ambauen basieren auf einem schematherapeutischen Ansatz, dessen Grundlagen in den Episoden Muster (Folge 4), Rollenvorbilder (Folge 8), Inneres Kind (Folge 22) oder Schema-Arbeit (Folge 72) besprochen werden. Aktuell gibt es 107 Folgen (Stand Februar 2025) mit einer Länge von jeweils rund einer Stunde.
Die Gesprächsthemen stammen aus der Beschäftigung mit Literatur, aus Vorschlägen der Community oder aus Ambauens Praxis. Die Hosts sprechen bewusst Schweizerdeutsch, um ihre Natürlichkeit und Vertrautheit zu bewahren. Aufgenommen werden die Episoden meist bei Meyer zu Hause oder in der Praxis von Ambauen.
Der Podcast ist unabhängig und wird über freiwillige Beiträge der Zuhörenden finanziert.

## Rezeption
Rund ein halbes Jahr nach dem Start verzeichnete der Podcast über 10’000, im September 2023 über fünf Millionen Downloads. 2022 und 2023 war Beziehungskosmos der in der Schweiz meistgehörte Podcast auf Spotify.
Der Podcast und seine Hosts wurden mehrfach in Schweizer und internationalen Medien porträtiert oder interviewt, so etwa von der Zeit, der Neuen Zürcher Zeitung oder dem Tages-Anzeiger.
An den 2023 zum ersten Mal stattfindenden Suisse Podcast Awards gewann Beziehungskosmos kategorienübergreifend den Award «Suisse Podcast of the Year 2023». Ausserdem gewann er in der Kategorie Leben.